# 1406 Komppa
Az 1406 Komppa (ideiglenes jelöléssel 1936 RF) a Naprendszer kisbolygóövében található aszteroida. Yrjö Väisälä fedezte fel 1936. szeptember 13-án, Turkuban.